# Sequoia Magic Loop
Sequoia Magic Loop, nota fino al 2018 con il nome Sequoia Adventure, era una montagna russa del parco divertimenti italiano Gardaland.
Collocata all'interno dell'area delimitata dal tracciato della montagna russa Shaman, l'attrazione fu realizzata dall'azienda statunitense S&S Worldwide e inaugurata il 30 aprile 2005 come primo esemplare del modello Screaming Squirrel della ditta, di cui al 2020 ne esistono solamente altri due al mondo, il primo a Mysterious Island (Zhuhai, Cina) e il secondo a Wonder Island (San Pietroburgo, Russia). 

## Storia
L'attrazione debuttò con il nome Sequoia Adventure il 30 aprile 2005 come primo esemplare del modello Screaming Squirrel al mondo, in occasione del 30º anniversario dell'inaugurazione del parco.
Nel 2006 venne ripresentata al pubblico come novità, considerando che nella stagione precedente è stata chiusa molteplici volte per motivi di natura tecnica.
L'8 aprile 2017, data di inizio della nuova stagione, l'attrazione si fermò bruscamente a causa di un black out per poi rimanere chiusa per manutenzione per il resto della stagione e per tutto il 2018, quando l'8 dicembre venne annunciato che sarebbe stata riaperta nella stagione 2019, ri-tematizzata e con un nuovo nome, Sequoia Magic Loop. Per la stagione 2019, infatti, la novità del parco fu la riapertura dell'attrazione insieme alla Foresta Incantata collocata nella zona west Rio Bravo. 
L'attrazione è stata resa non operativa dalla stagione 2020 in quanto non era stato possibile implementare misure di sicurezza richieste per operare a seguito della pandemia di COVID-19.
L’attrazione rimase ferma dal Gennaio 2020 fino all’8 Dicembre 2022, quando arrivò un comunicato del parco che dichiarò che l’attrazione nel Febbraio 2023 sarebbe stata smantellata e quindi rimossa.
Nel 2024 è stata sostituita da Wolf Legend, una "Drop and Twist Tower" alta 25m. 

## Descrizione
L'attrazione, prototipo di Screaming Squirrel della casa produttrice S&S, aveva la caratteristica di avere un percorso che si ripiegava su se stesso di 180 gradi per un totale di sei volte; in questo modo gli ospiti viaggiavano prima in posizione convenzionale e, dopo un'inversione a quasi 180° chiamata saxophone, a testa in giù, per un totale di tre inversioni.

La coda si sviluppava in maniera classica fino all'ingresso della stazione di partenza. Una volta saliti sul vagone si affrontava la ripida risalita che portava a circa 30 metri di altezza, prima di affrontare il primo capovolgimento e il seguente tratto a testa in giù. Seguiva un rettilineo in posizione convenzionale e un nuovo capovolgimento, infine si affrontava l'ultimo capovolgimento e si rientrava in stazione.

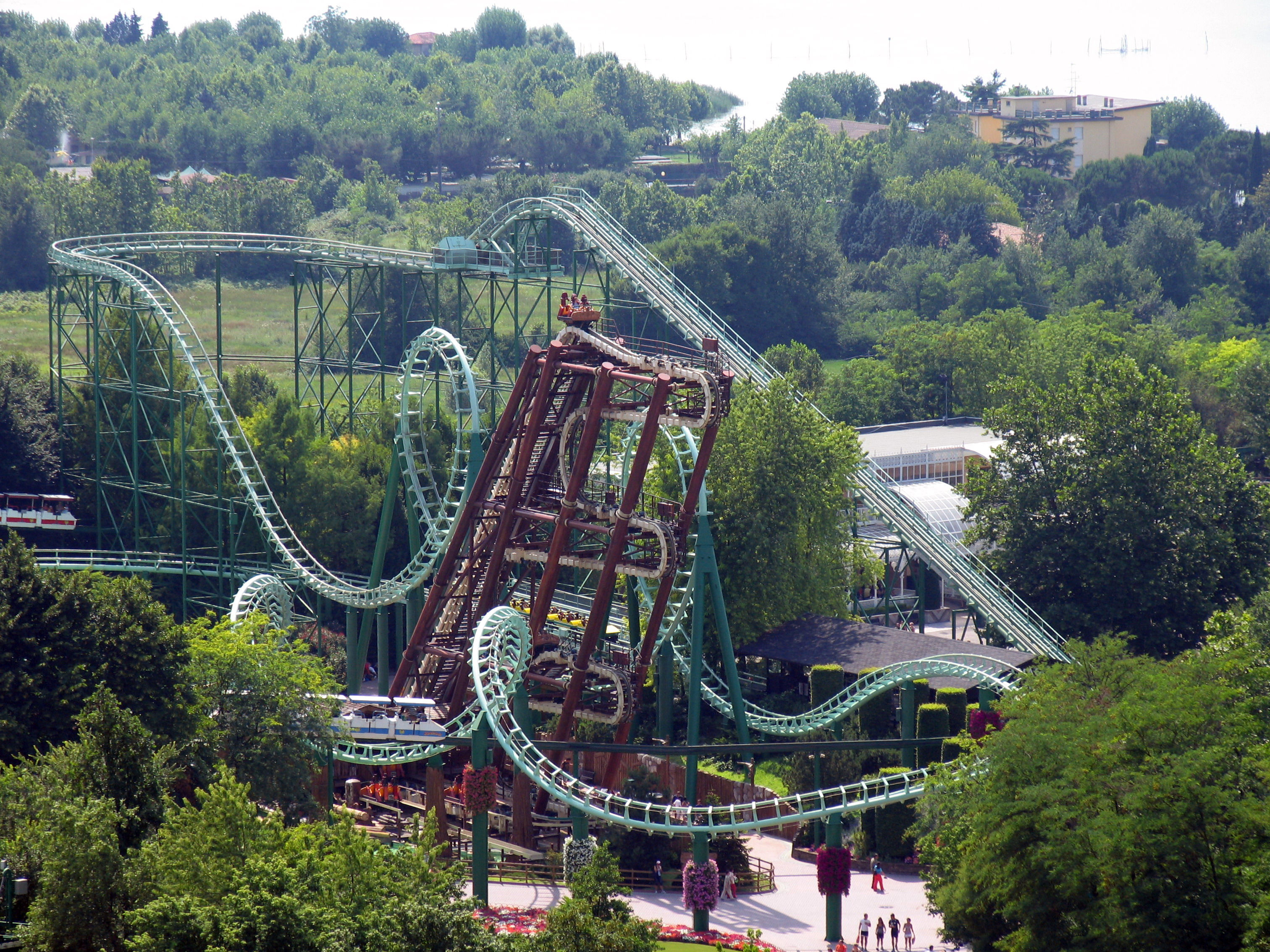